# Рекорди на ПФК „Левски“ София
Статията изброява различни рекорди на българския футболен отбор ПФК „Левски“ София.

## Национални турнири
- Левски е единственият български отбор, който през всичките 89 футболни шампионата е играл или в Първа Софийска футболна дивизия или в Националната А група.
- В турнирът за Купата на България, Левски притежава рекордните за страната 26 трофея.
- Левски има най-много дубъла (тринадесет).[1]
- Във вечното дерби на България, между Левски и ЦСКА, сините държат рекорда за най-резултатна победа със 7:1 през 1994 година.
- Най-голяма победа за Левски в А група срещу ПСФК Черноморец Бургас (София) – 10:0 на 3 март 2007 година.[2]
- Най-много вкарани голове в един сезон – 96 в 30 срещи (2006/2007) – рекорд за А група[3]
- Най-много победи в един сезон – 27 от 36 срещи (2001/2002) – рекорд за А група.[3]
- Най-много участия в А група – 70 пъти, участвал във всички първенства – рекорд за А група[4]
- Най-малко загуби в един сезон в А група – 0 от 18 срещи в сезон 1948/1949.[4]
- Левски е единственият български клуб, който винаги е бил в най-висшата възможна дивизия без никога да е изпадал.[1]
- Най-голямата загуба на Левски в А група е на 7 юли 1962 година – 1:6 срещу Ботев Пловдив (в състава на които е и отбиващият военната си служба Георги Аспарухов).[1]
- В периода 1966 – 1985 Левски изиграва 203 поредни шампионатни мача без нито една загуба на клубния си стадион.[1]
- В първия сезон от историята на А група – 1948/49 Левски става шампион и завършва без загубена среща – петнадесет победи и три ремита.[1]
- Най-голямата победа за Левски в турнирите за Националната купа е 12:1 срещу Княз Кирил през 1941 година.[1]
- Най-голямата загуба на Левски в турнирите за Националната купа е 0:5 срещу Спартак Пловдив през 1962 година.[1]
- На двубоя Левски – Пирин 4:0 през сезон 1973/74 на стадион Георги Аспарухов присъстват 60 000 зрители. Това е най-посетеният мач между столичен и провинциален отбор в България.[1]
- От началото на политическия преход през 1989 г. Левски има най-много спечелени купи в България, 22 трофея за 32 години.
- Левски води по всички показатели във вътрешния шампионат: най-много титли – девет, най-много купи – също девет и три Суперкупи на България.[5]

## Клубни рекорди
- С най-много спечелени титли като футболисти на Левски (София) – по шест са: Емил Спасов през 1974, 1977, 1979, 1984, 1985 и 1988 г.,[6] Наско Сираков през 1984, 1985, 1988, 1993, 1994 и 1995 г.[7] и Георги Иванов (Гонзо) през 2000, 2001, 2002, 2006, 2007 и 2009 г.[8]
- Най-много голове за отбора в официални мачове е отбелязал Наско Сираков – 230.[7]
- Най-много голове за отбора в мачове за шампионата и купата е отбелязал отново Наско Сираков – съответно 165 и 32.[7]
- Стефан Аладжов е играчът с най-много официални мачове с Левски – 563.[9]
- Най-дълго президент е бил Томас Лафчис – девет години (1991 – 1999).[10]
- Единадесет пъти играчи на Левски са избирани за футболист номер едно на България – Георги Аспарухов (1965), Стефан Аладжов (1970), Кирил Ивков – (1974, 1975), Павел Панов (1977), Пламен Николов (1984), Борислав Михайлов (1986), Николай Илиев (1987), Александър Александров (1999), Георги Иванов (2000, 2001).[1]
- През 1999 година Георги Аспарухов е обявен за футболист номер едно на България за 20 век.[1]
- Нападателят на Левски Божин Ласков е обявен през 1949 година от френското списание Франс Футбол за най-добър играч в Европа.[1]
- Играчите с най-много голове за Левски в един мач (пет) са Наско Сираков срещу Черноморец – 8:1 през сезон 1986/87 и Михаил Вълчев срещу Черноморец – 5:3 през сезон 1981/82.[1]
- Играчите с най-много сезони в Левски са Никола Димитров, Радослав Мазников и Стефан Абаджиев – по шестнадесет сезона.[1]
- Първият играч с хеттрик за Левски в А група е Георги Кардашев – през 1948 г. в мача Левски – Спартак София 3:0.[1]
- Емил Спасов е играчът с най-бързия хеттрик в историята на Левски през сезон 1975/76 той вкарва три гола на Берое. Попаденията му са в петата, осмата и тринадесетата минута.[1]
- През 1965 година Георги Аспарухов е избран и за спортист номер едно на България.[1]
- През 1965 година в анкетата на Франс футбол за Златната топка Георги Аспарухов е класиран на осмо място.[1]

## Национален отбор
- Левски има най-много представители по време на световното първенство по футбол САЩ през 1994 година – Емил Кременлиев, Цанко Цветанов, Златко Янков, Наско Сираков, Даниел Боримиров, Пламен Николов и Петър Александров (последният не влиза в игра).[1]
- Никола Мутафчиев е автор на първия гол в историята на българския национален  отбор – в мача с Турция в Истанбул – 1:2 през 1925 г.
- Асен Панчев е автор на първия хеттрик в историята на българския национален отбор, който вкарва три гола срещу Франция в София – 3:5 през 1932 година.[1]
- Георги Аспарухов вкарва единствените голове за България на световните първенства през 1962 година в Чили и през 1966 в Англия.[1]
- Георги Аспарухов е единственият български играч вкарвал гол на първия тим на Англия (тогава настоящ световен шампион) на стадион Уембли на 11 декември 1968 в контролата Англия – България 1:1.[1]